# Râul Coltităt
Râul Coltităt este un curs de apă, afluent al râului Rovina.

## Hărți
- Harta munții Apuseni